# 格魯瑙寶貝滑翔機
格魯瑙寶貝滑翔機（英語：Grunau Baby）是一款由艾德蒙．施奈德於德國設計並進行製造的單座滑翔機。由於該設計容易建造，並且具有良好的飛行性能以安全性，因此常被拿來進行特技飛行或硬著陸。
格魯瑙寶貝由艾德蒙．施奈德在 沃爾夫·希爾特和雨果·克羅默的協助下，根據其先前自行設計的設計ESG 31進行修改以及縮小的版本，包含由Akaflieg Darmstadt進行設計的橢圓機翼。施耐德最終以其工廠所在地格魯瑙 (Grunau) 鎮命名，即現在波蘭的Jeżów Sudecki。機身的前14根機樑採用哥廷根535的設計，最終逐漸增加至22根，呈雙凸對稱形狀，入射角略有減少。機翼的尖端和前緣直到主翼樑都覆蓋著膠合板，機尾部分同樣也是由膠合板組成。該機總體設計是當時的典型高翼支撐單翼飛機，機身橫斷面為六邊形，並具有開放式駕駛艙。
格魯瑙寶貝在投入市場時即獲得極大的迴響，並受到當時滑翔冠軍沃爾夫·希爾特Wolf Hirth的大力推廣。1932年由於一起致命事故，施耐德對其進行大規模的重新設計，最終誕生了Baby II。在此以及隨後的版本Baby IIb被德國航空運動協會（後來的國家社會主義飛行軍團]採用作為標準滑翔機教練機。
1941年，巴西的Laminação Nacional de Metais（之後改名為Companhia Aeronáutica Paulista）製造30架GB滑翔機，並稱Alcatraz。在第二次世界大戰之後，德國於1956年開始重新生產該系列。艾德蒙．施奈德在移居澳大利亞後，設計出進階款Baby 3和Baby 4，它們都有封閉的駕駛艙。

## 型號

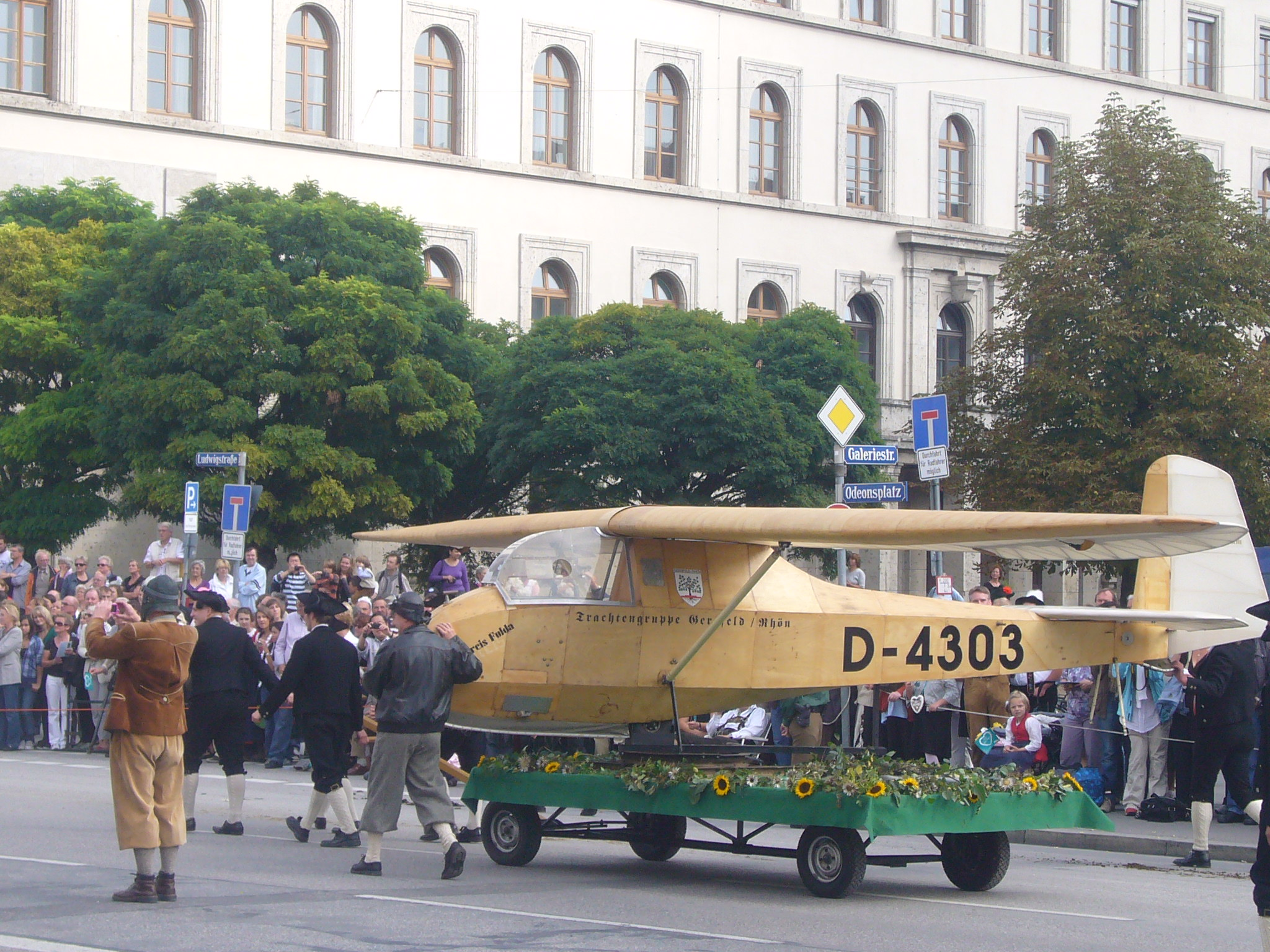
2009年慕尼黑啤酒節時Wasserkuppe博物館的Grunau Baby II

ESG 31
寶貝滑翔機的前身，具有較大的機翼以及較簡單的結構
Baby
最初始的版本，由Akaflieg DarmstadtESG31的機翼進行改造後的版本
Baby II

Baby IIa

Baby IIb

Baby III

Alcatraz
30架由Laminação Nacional de Metais（之後改名為Companhia Aeronáutica Paulista）獲得授權後製造的版本

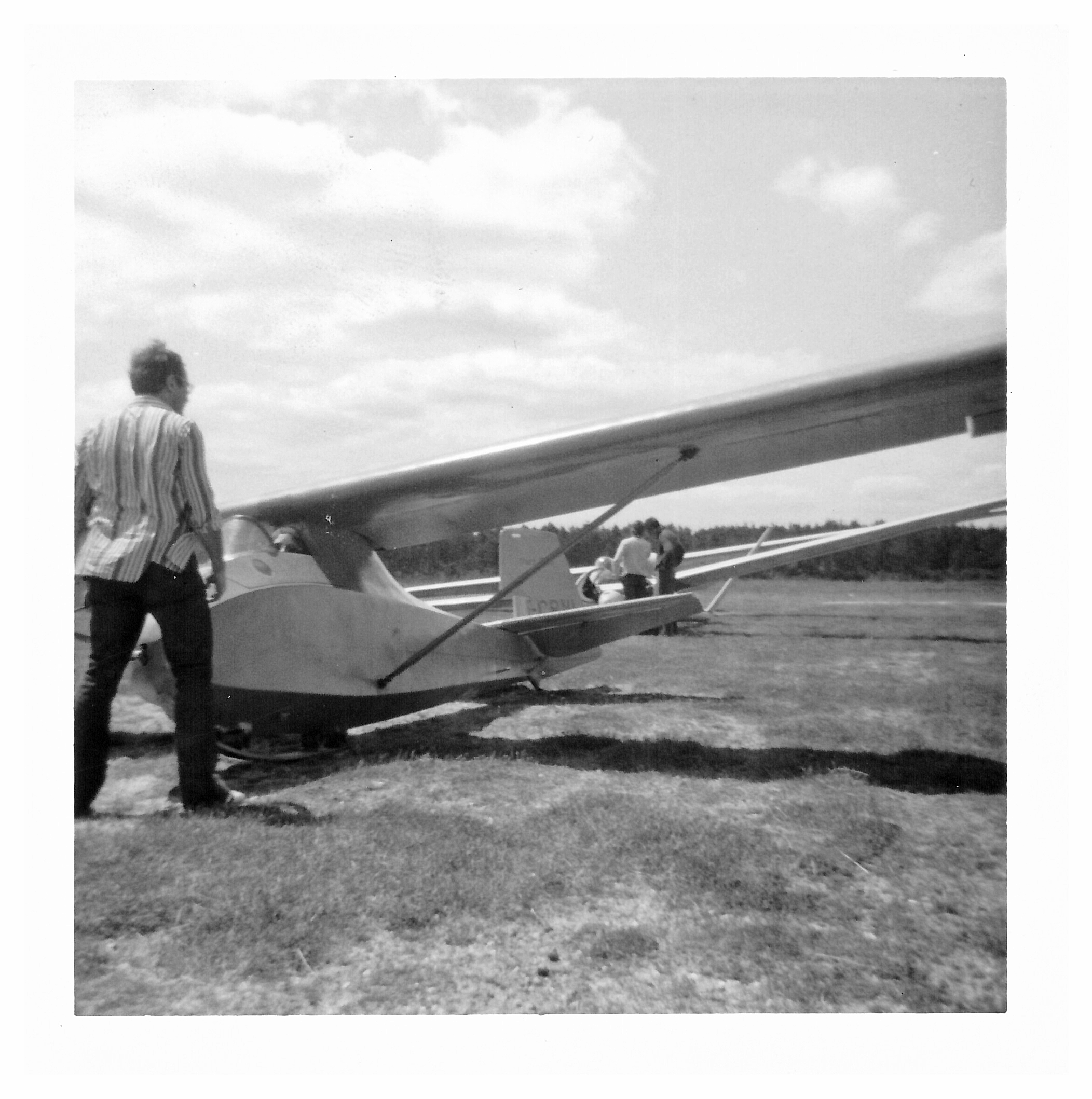
一架美國Nord 1300 circa 1970

Nord 1300
由北方飛機公司獲得授權後，於法國製造的版本
Elliotts Baby EoN
由Elliotts of Newbury獲得授權後，於英格蘭製造的版本
Slingsby T5
由斯林斯比飛機公司獲得授權後，於英格蘭製造的版本
Baby 3
艾德蒙·施奈德移民到澳洲後進行修改的版本，配備封閉式駕駛艙
Baby 4
艾德蒙在澳洲的進一步修改版本
Baby V
Baby III的雙座版本，並對機身進行一定的改造
AB Flygplan Se-102
在瑞典本土進行製造的版本，後服役於瑞典皇家空軍
Hawkridge Grunau Baby
Hawkridge獲得授權製造的版本
TG-27 Grunau Baby
1942年由美國陸軍航空軍進行測試的Grunau baby
IFIL-Reghin RG-1
獲得授權後在羅馬尼亞製造的Grunau Baby
Stiglmeier S.24
由Herman J. Stiglmeier設計改動的版本，採用Bowlus BA-100 小信天翁滑翔機的機翼。其中一架（註冊號 NX15539）於1942年編號TG-14（序號 42-57183）服役於美國陸軍航空軍。
Motor-Baby
加裝發動機後的版本，採用Kroeber M4二衝程發動機裝在機身中後部的上方，並將部分外殼拆掉以防止干擾螺旋槳運行

## 參考

### 書目
- Hardy, Michael. . Shepperton: Ian Allan. 1982: 50–51.
- Coates, Andrew. . London: MacDonald and Jane's. 1978: 97.

## 外部連結
- Grunau Baby II B-2 （页面存档备份，存于） at the Smithsonian National Air and Space Museum - An extensive writeup of the history of the type